# Emil Gârleanu
Emil Gârleanu, né le 5 janvier 1878 à Iași et mort le 2 juillet 1914 à Câmpulung, est un écrivain, réalisateur, scénariste et journaliste roumain.
Au cours de sa scolarité, il fut l'ami de l'écrivain roumain Jean Bart. Il entra ensuite à l'école des officiers d'infanterie dans laquelle il fit connaissance avec le scénariste et réalisateur Gheorghe Brăescu. Emil Gârleanu devint lieutenant dans l'armée roumaine.
En 1908, Dimitrie Anghel, Ștefan Octavian Iosif et Emil Gârleanu organisent une réunion littéraire en 1908 sous l'appellation de Societatea Scriitorilor Români (« Société des écrivains roumains »).

## Réalisateur
- 1913 : Cetatea Neamțului (La Citadelle de Neamț)

## Scénariste
- 1913 : Cetatea Neamțului (La Citadelle de Neamț)
- 1914 : Dragoste la mănăstire (L'Amour au monastère) de G. Georgescu

## Œuvres littéraires

### Opéras
- 1905 : Bătrânii (Les viellards)
- 1910 : Din lumea celor care nu cuvântă (Le monde sans mots/Le monde qui ne parle pas)
- 1910 : Nucul lui Odobac (Le Noyer d' Odobac)

### Autres œuvres
- 1907 : Cea dintâi durere (La première douleur)
- 1907 : Odată! (Une fois!)
- 1908 : Într-o zi de mai (Un jour de mai)
- 1908 : 1877, Schițe din război (Sketches de guerre)
- 1909 : Punga (Le Sac)
- 1910 : Trei vedenii (Trois visions)
- 1910 : Amintiri și schițe (Souvenirs et croquis)

À titre posthume
- 1915 : Visul lui Pillat (Le rêve de Pillat)
- 1915 : O lacrimă pe-o geană (Une larme sur un cil)
- 1916 : Povești din țară (Contes depuis le pays)
- 1919 : Culegătorul de rouă (Le cueilleur de rosée)